# Кандіда (муніципалітет)
Кандіда (італ. Candida) — муніципалітет в Італії, у регіоні Кампанія, провінція Авелліно.
Кандіда розташована на відстані близько 230 км на південний схід від Рима, 55 км на схід від Неаполя, 8 км на північний схід від Авелліно.
Населення — 1156 осіб (2014).
Щорічний фестиваль відбувається 26 травня. Покровитель — San Filippo Neri.

## Демографія
Населення за роками:

Станом на 1 січня 2023 року в муніципалітеті офіційно проживало 16 іноземців з 6 країн, серед них 6 громадян країн Євросоюзу та 1 громадянин України.

## Сусідні муніципалітети
- Лапіо
- Манокальцаті
- Монтефальчоне
- Паролізе
- Пратола-Серра
- Сан-Потіто-Ультра